# فردریش میشر
یوهانس فریدریش میشر (به آلمانی: Friedrich Miescher) (۱۳ اوت ۱۸۴۴-۲۶ اوت ۱۸۹۵) زیست‌شناس و پزشک اهل کشور سوئیسی و کاشف اسیدهای نوکلئیک بود. او در سال ۱۸۹۵ در سن ۵۱ سالگی بر اثر بیماری سل درگذشت.
او در سال ۱۸۶۹ نوکلئیک‌ اسیدها را کشف کرد. او ترکیبات سفید رنگی را از هسته گویچه های سفید انسان و اسپرم ماهی استخراج کرد که نسبت نیتروژن و فسفات در این ترکیبات با نسبت آن در ترکیبات حاصل از بخش های دیگر یاخته متفاوت بود. همین باعث شد که میشر این ترکیب زیستی را به عنوان ترکیب جدیدی معرفی کند. او این ماده را نوکلئیک اسید (اسید هسته ای) نامید؛ چون از هسته (nucleus) استخراج شده بود و خاصیت اسیدی ضعیفی هم داشت. راه را برای کشف انتقال وراثت از طریق دنا هموار کرد. کشف او در مورد نوکلئیک اسید ها برای اولین بار در سال 1871 منتشر شد، برای اولین بار قانع کننده به نظر نمیرسید، و البرشت کوسل تحقیقات اولیه در مورد ساختار شیمیایی اش را انجام داد. بعد ها میشر اظهار کرد که نوکلئیک اسید ها میتوانند در انتقال وراثت مشارکت کنند. و حتی اذعان داشت که ممکن است چیزی وابسته به مقدمات دانشی باشد که توضیح دهد چگونه تنوع به وجود می اید.